# Министерство на труда на САЩ
Министерството на труда на САЩ (на английски: United States Department of Labor) е един от изпълнителните департаменти на федералното правителство на САЩ.
Създадено е през 1913 година. По оценка през 2007 година служителите са около 17 хил. души, бюджетът му надхвърля 60 млрд. долара.
Във функциите на министерството влизат:
- осигуряване правата на работещите
- подобряване на условията на труд
- увеличаване възможностите за заетост
- защита на пенсионерите
- изплащане на отпуските по болест

До 2008 година министър на труда на САЩ е Елейн Лан Чао - американка от китайски произход.